# ماهية الذكاء
ماهية الذكاء: ما بعد تأثير فلين هو كتاب من تأليف النفساني جيمس آر فلين يشرح فيه نموذج تفسيره لما يسميه تأثير فلين. ويلخص هذا الكتاب أعمال فلين في هذه المسألة بالإضافة إلى أعمال زميله ويليام ديكنز في مؤسسة بروكنجز.

## المفارقات الأربع في تأثير فلين
يبدأ الكتاب بـ وصف لما أصبح معروفًا عمومًا باسم «تأثير فلين»: الارتفاع المطرد في متوسط درجات نسبة الذكاء من جيل إلى الجيل التالي على مدار الزمان. ولقد لاحظ فلين أن هذا التأثير يتناقض مع بعض المعتقدات الأساسية حول نسبة الذكاء التي طالما آمن بها الباحثون في الذكاء، ولقد صنف هذه التناقضات تحت أربع «مفارقات» واضحة:
1. مفارقة تحليل العامل - توصل بحث قديم إلى دليل لعامل مفرد، "g" أو الذكاء العام، الذي هو حجر الأساس لنسبة الذكاء. بيد أن تأثير فلين بدرجات مختلفة في الاختبارات الفرعية من اختبار الذكاء اختبار وكسلر لمعدل ذكاء الأطفال يبين أن الذكاء حسبما يتم قياسه باستخدام اختبارات نسبة الذكاء هو ذكاء متعدد الأبعاد. ويطرح فلين هذا بقوله: «كيف يمكن أن يكون الذكاء واحدًا ومتعددًا في وقت واحد».
2. مفارقة الذكاء - يبين تأثير فلين تطورات مهمة في نسبة الذكاء في إطار زمني قصير، ولكننا نلاحظ في حياتنا اليومية أن الشباب الصغار أذكى كثيرًا من آبائهم أو أجدادهم.
3. مفارقة التخلف العقلي - إن مستوى نسبة الذكاء الذي يرتبط عادةً بـ التخلف العقلي هو 75. ولو كان قد تم استقراء تأثير فلين مع أوائل القرن العشرين، كان متوسط نسبة الذكاء سيكون ما بين 50 و70 - ومن ثم يكون الشخص العادي في 1900 مصابًا بالتخلف العقلي بحسب معايير نسبة الذكاء الحديثة.
4. مفارقة التوأم المتطابق - أظهر أحد الأبحاث القديمة حول نسبة الذكاء أن هناك ارتباطًا وثيقًا بين نسب ذكاء التوءمين المتطابقين اللذين يتربيان في بيئتين منفصلتين؛ وهي حقيقة استخدمت كأساس وراثي للاختلافات في نسبة الذكاء. ولكن التغيرات السريعة في نسبة الذكاء التي يبينها تأثير فلين، تشير على العكس من ذلك بأن العوامل البيئية تؤثر تأثيرًا أكبر على نسبة الذكاء عن الجينات.

ينصب الجزء المتبقي من الكتاب بعد ذلك على اقتراح السبل الممكنة لحل تلك التناقضات، مع شرح طوال الوقت لإعادة صياغة لمفهوم «الذكاء» وكيف يمكن قياسه ودراسته بطريقة أفضل.

## نموذج ديكنز/فلين
إن نموذج ديكنز/فلين، حسب تفصيله في الكتاب، يحاول أن يفسر تأثير فلين باقتراح أن الموروثات والبيئة تتداخل بطريقة تؤدي إلى مضاعفة تأثير كل منهما على درجات نسبة الذكاء. لا سيما وأن الناس يعيشون في بيئة معرفية تغيرت تغيرًا كبيرًا على مدار القرن الماضي. فلقد غيرت طرق التفكير الجديدة ووسائل الاتصالات والترفيه الحديثة من طريقة تفكير الناس في المجتمع. وعلى المستوى الفردي، تؤدي مضاعفة التأثير المشابهة إلى وجود أشخاص يحملون ميزات وراثية في الذكاء يسعون وراء البيئات المثيرة معرفيًا بدرجة أكبر - وبهذا تتعاظم الاختلافات الفردية في الذكاء. وفي كلتا الحالتين تلعب البيئة المعرفية المتطورة دورًا في الاختلافات بين الأجيال وعبر الأجيال في درجات نسبة الذكاء.

## الإطار النظري: الدماغ والفروق الفردية والمجتمع (BIDS)
يقدم فلين إطارًا للمزيد من التطوير في نظريات الذكاء. ويقوم هذا الإطار على ثلاثة مستويات نظرية لفهم الذكاء:
- B-الدماغ. كيفية تكوين الدماغ
- ID-الفروق الفردية. كيفية اختلاف الأفراد في المهام الإدراكية.
- S-المجتمع. كيف تُظهر المهام المعرفية في عالم الواقع الاتجاهات على مدار الوقت.

ويستطرد فلين منتقدًا «الليبرالية النظرية» باعتبارها خطأ خاصًا تتداخل فيه تلك المستويات المتنوعة مع مستوى واحد مفرد - فعلى سبيل المثال يُنظر إلى الدماغ أو الاختلافات الاجتماعية بصورة أساسية من خلال الذكاء العام، وهو أحد مفاهيم مستوى الاختلافات الفردية.

## اختزالات المسائل المجردة: SHA
يقدم فلين آلية للأداء الإدراكي المتطور في المجتمع؛ وهو «اختزالات المسائل المجردة» (SHA). ويقصد بها كلمة أو عبارة تصف ظاهرة معقدة بطريقة تمكن الأشخاص من التفكير في المسائل المجردة بسهولة أكبر. ومن أبرز اقتراحات اختزالات المسائل المجردة السوق والنسبة المئوية والاصطفاء الطبيعي والغُفل.

## التقارير
- Netherlands Journal of Psychology
- New Yorker
- American Scholar
- New Scientist
- Cosmala Shalizi
- Tyler Cowen